# Storkvarvsteinen
Storkvarvsteinen (norwegisch für Großer Scheiterhaufenfelsen) ist ein isolierter und rund 1600 m Nunatak im Mühlig-Hofmann-Gebirge des ostantarktischen Königin-Maud-Lands. Er ragt 13 km nordöstlich des Storkvarvet als größter der Onezhskiye Nunataks auf.
Norwegische Kartographen, die ihn in Anlehnung an die Benennung des Storkvarvet benannten, kartierten ihn anhand von Vermessungen und Luftaufnahmen der Dritten Norwegischen Antarktisexpedition (1956–1960).